# Belgica prima y Belgica secunda

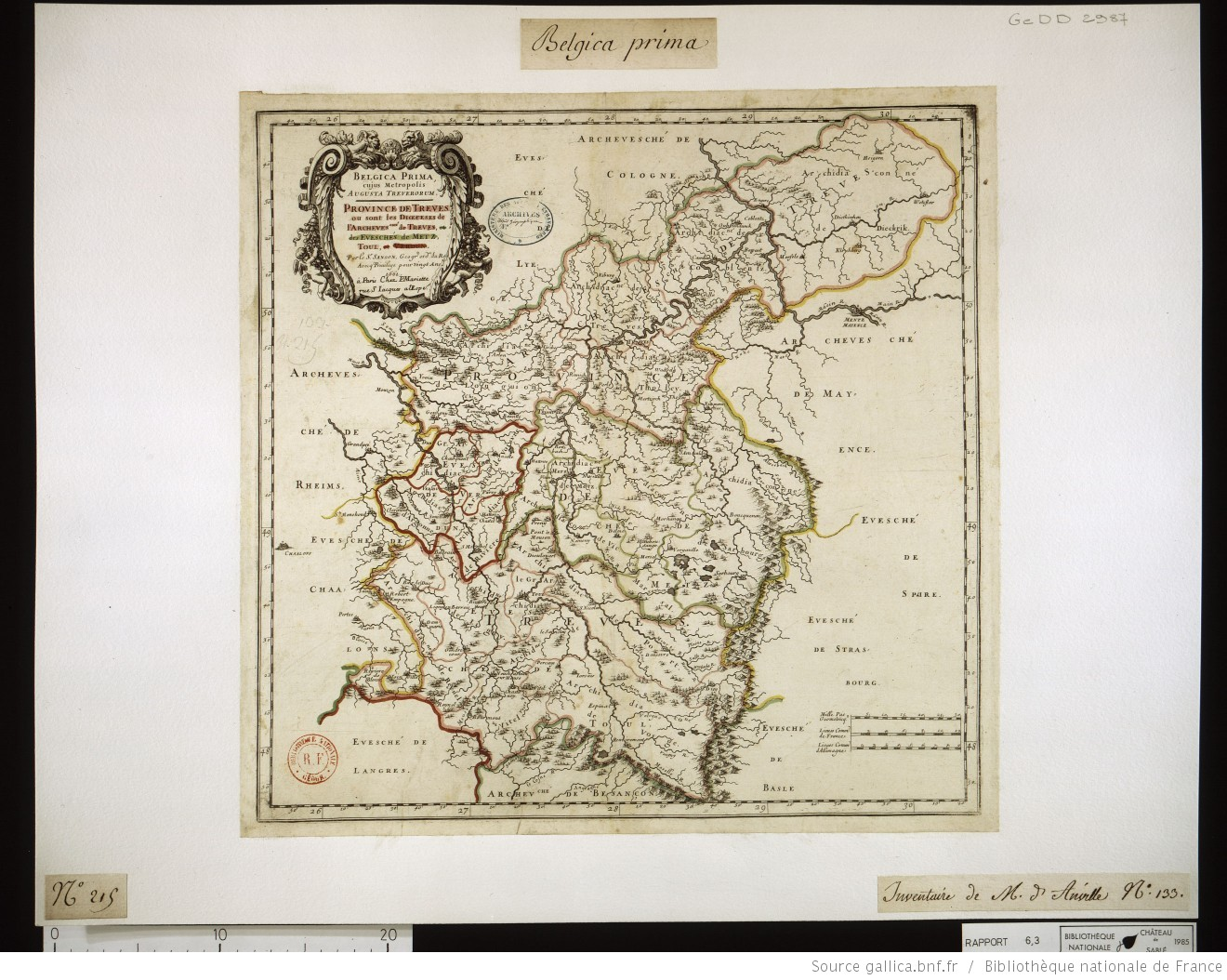
Belgica prima

Belgica prima y Belgica secunda son dos antiguas provincias romanas creadas por el emperador Diocleciano, ubicadas sobre los territorios actuales de Francia, Bélgica, Luxemburgo y Alemania.

## Historia
En un contexto de reorganización territorial, Diocleciano crea, en 297, nuevas estructuras administrativas, militares y económicas en el imperio romano. Divide el territorio en diócesis, estas mismos subdivididas en provincias. La diócesis de las Galias (Diocesis Galliae) cuenta entonces ocho provincias con Tréveris como capital.
Lo antigua provincia Galia Bélgica está dividida en dos: 
- Belgica prima (Bélgica primera), cuya capital es Tréveris;[3]
- Belgica secunda (Bélgica segunda) con Reims de capital.[4]

## Geografía
Belgica prima se ubica al sur de Belgica secunda. Se extiende sobre los territorios actuales de los departamentos franceses de Vosgos, del norte de Alto Marne, de Mosa, de Meurthe y Mosela, de Mosela, la parte sur de Luxemburgo, el extremo sur de la provincia belga de Luxemburgo, una gran parte norte del land alemán Renania-Palatinado y una pequeña parte sur oeste del land Hesse.  
Belgica secunda es la provincia más al norte. Más extendida, reagrupa los territorios actuales de los departamentos franceses de Ardenas, de Marne, del norte de Aube, de Aisne, de Oise, de la Somme, de Pas-de-Calais, de Norte, las provincias belgas de Henao, de Namur, de Flandes-Occidental, de Flandes-Oriental, de Brabante valón y la parte oeste del Brabante flamenco y la región de Bruselas-Capital.   

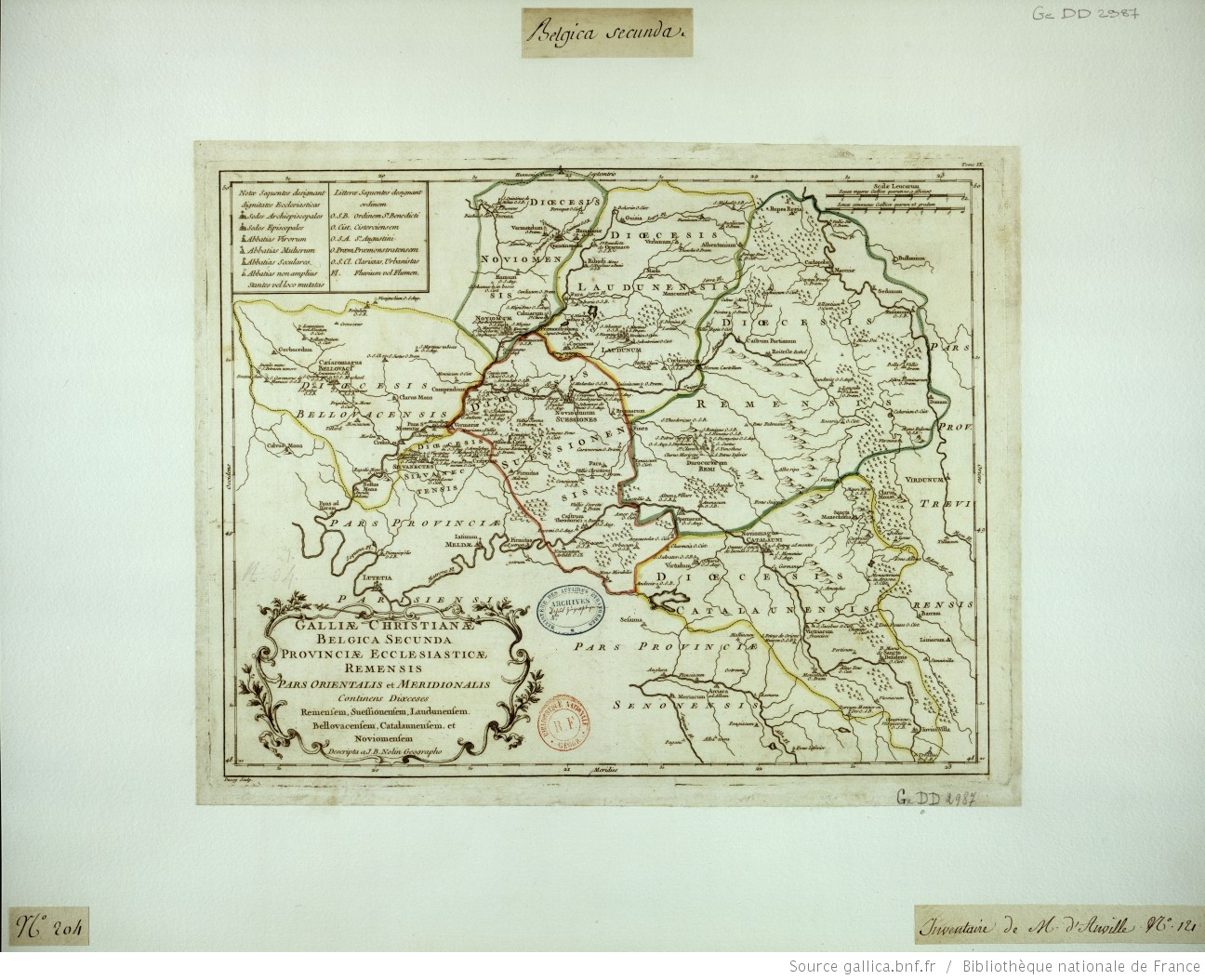
Belgica secunda